# بيت موسى العلمي
بيت موسى العلمي هو أحد البيوت الصيفية التي كانت تملكها عائلة العلمي. يقع المبنى اليوم في الأراضي التي قام عليها كيبوتس زيكيم.

## تاريخ
قام ببناء المنزل حافظ العلمي، صهر موسى العلمي. بدأ تشييد المنزل في سنوات الحرب العالمية الأولى وانتهى عام 1920. كان المنزل يستخدم بشكل أساسي كمنزل صيفي لعائلة العلمي، والتي كانت في الأصل من القدس، لكنها كانت تمتلك العديد من الأراضي والبساتين في هذه المنطقة، وفي أجزاء أخرى من فلسطين. بالإضافة إلى ذلك، امتلكت العائلة منزلًا صيفيًّا آخر في أريحا، ولكن هربًا من قيظ فصل الصيف في وادي أريحا، انتقلت العائلة إلى هذا المنزل، الذي كان موضعه يُتيح مهبّ نسيم البحر البارد في أشهر الصيف.
في عام 1933، استضاف حافظ العلمي وزير المستعمرات البريطاني في منزله، بعد أن رفض وجهاء غزة مقابلته احتجاجًا على "الدعم البريطاني للصهاينة".
توقفت عائلة العلمي عن استخدام المبنى ابتداءً من خريف عام 1947، بعدما تدهور الوضع الأمني في المنطقة. في عام 1949 بدأت أفراد من حركة هشومير هتسعير القادمين من رومانيا يحطّون رحالهم في المنطقة، وأقاموا نواة استيطان أصبحت فيما بعد كيبوتس زيكيم، وكان الهدف من الاستيطان في المنطقة تعزيز خط الحدود الفاصل بين مصر وإسرائيل، وقطاع غزة. وبما أنّ بيت موسى العلمي كان المبنى الوحيد الموجود يومها في المنطقة أصبح بيتًا متعدّد الاستخدامات: فقد استخدم للسُّكنى، وحضانة للرُّضَّع، وعيادة طبية، ومطبخًا، كما بنى أعضاء الكيبوتس قريبًا منه برج مياه الكيبوتس، وذلك نظرًا لموقعه على أعلى تل في المنطقة. بعد أن ازداد الكيبوتس تطوُّرًا وكثُرت مبانيه التي كانت في بداية الأمر تخشيبات، تحوّلت فيما بعد إلى بيوت حجريّة، تغيّرت استخدامات البيت بناءً على ذلك، فاستُخدم المبنى حتّى أوائل ثمانينات القرن العشرين ناديًا للشباب، وكانت فيه غرفة تدريب للياقة البدنيّة، وأستديو للرّسم، لكن الجزء الأعظم منه استُخدم مخازن لمختلف الأغراض. بعد مرور سنوات هُجِرَ المنزل، وظل فارغًا منذ ذلك الوقت، فأصابه التآكل نتيجة تقادم العهد، والإهمال الذي لحق به، وكان من المزمع هدمه، إلّا أنّه اتُّخذ قرار بالحفاظ عليه كمعلم تاريخي وذلك للرمزية التي اكتسبها المبنى، ولما شهده من أحداثٍ تاريخيّة، فتقرَّر الحفاظ عليه وترميمه.
في عام 2014 قرّر كيبوتس زيكيم تحويل البيت إلى مقرّ للاجتماعات والاحتفالات، واستُخدم مُتحَفًا لتاريخ الكيبوتس، وحقبة ما قبل قيام دولة إسرائيل. رُمِّمَ المبنى عام 2019، مع الحفاظ على هيكله الأصلي. كجزء من عمليّة الترميم، تم الحفاظ على السقف المُزخرف في قاعة المدخل. أعلنَ مجلس الحفاظ على المواقع التراثية في إسرائيل عن المنزل موقعًا أثريًّا يجب الحفاظ عليه حسب القانون.

## وصف المبنى
يقع المبنى على تل يشرف على مصب وادي الحسي (بالعبرية: ناحال شِكْمَا). المبنى مبني من حجارة كركار، ولا يقوم على أساسات. يتألّف المبنى من بهو داخلي واسع، وثمان غُرَف داخليّة مزيّنة بالجداريات والبلاط المطلي. نوافذه وأبوابه مزخرفة، ويحتوي القسم الأمامي من المنزل على رواق مدخل مُغطَّى بثلاثة أقواس نموذجية.

## معرض صور

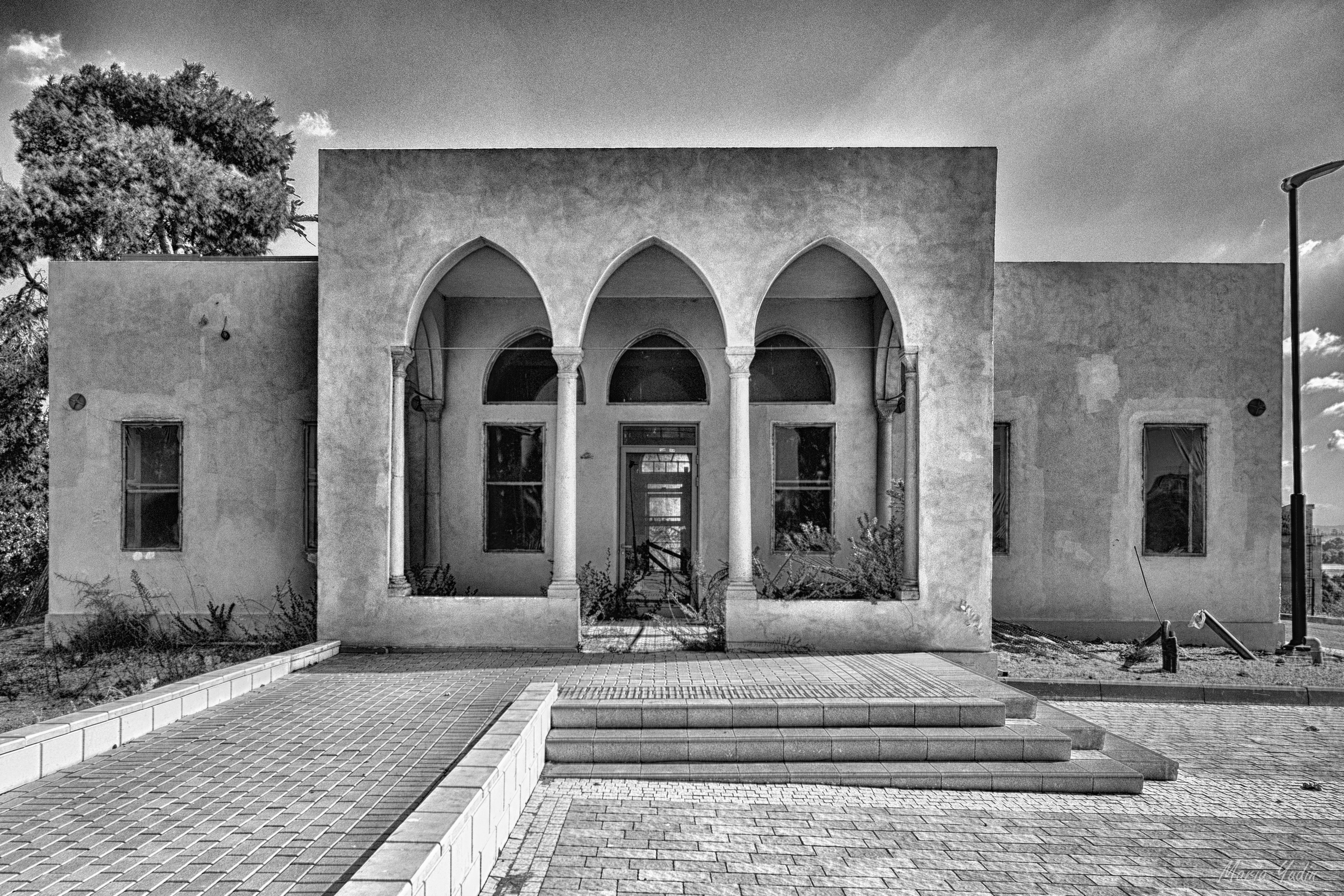
صورة قديمة للبيت وتظهر آثار الإهمال واضحة
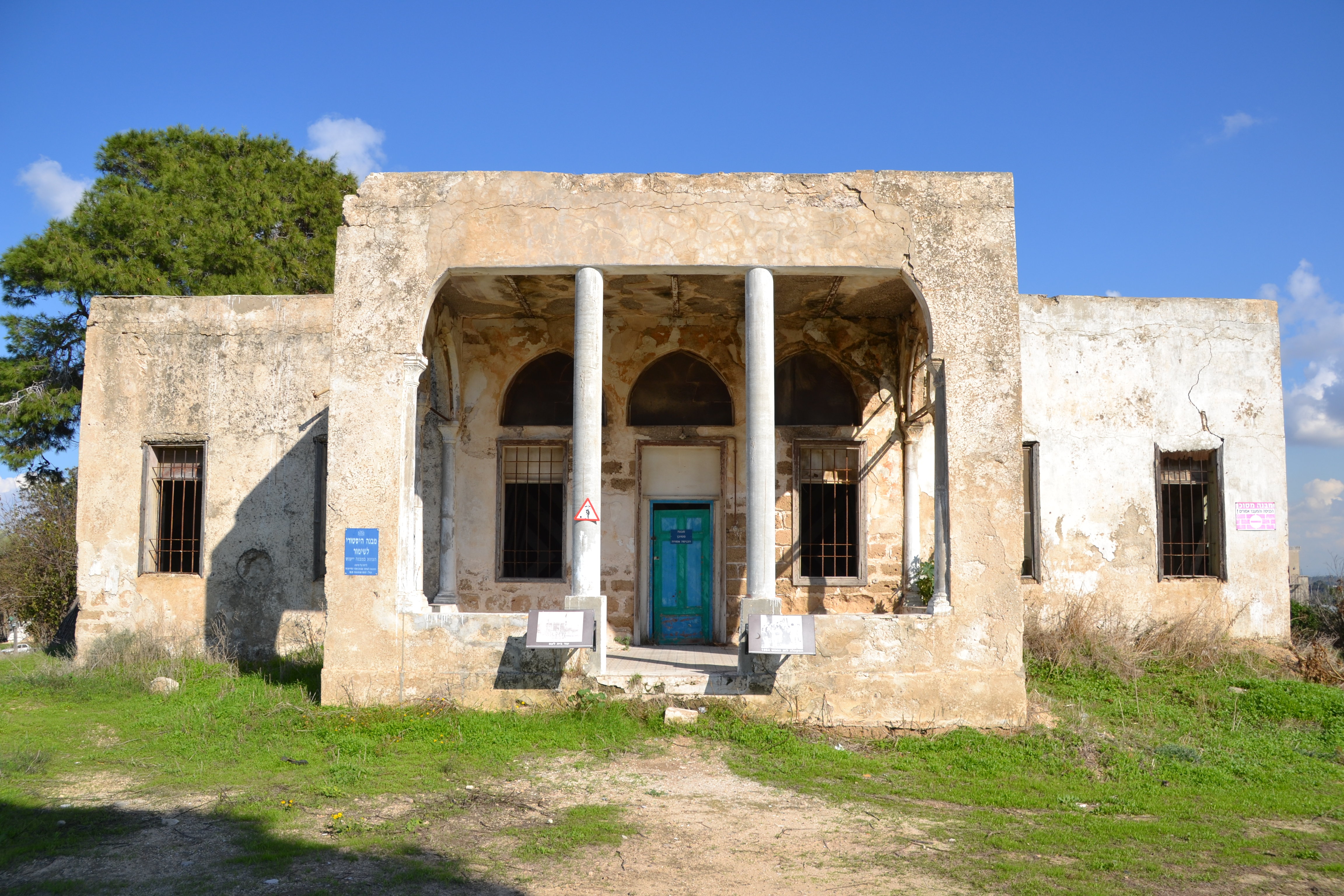
بيت موسى العلمي قبل الترميم
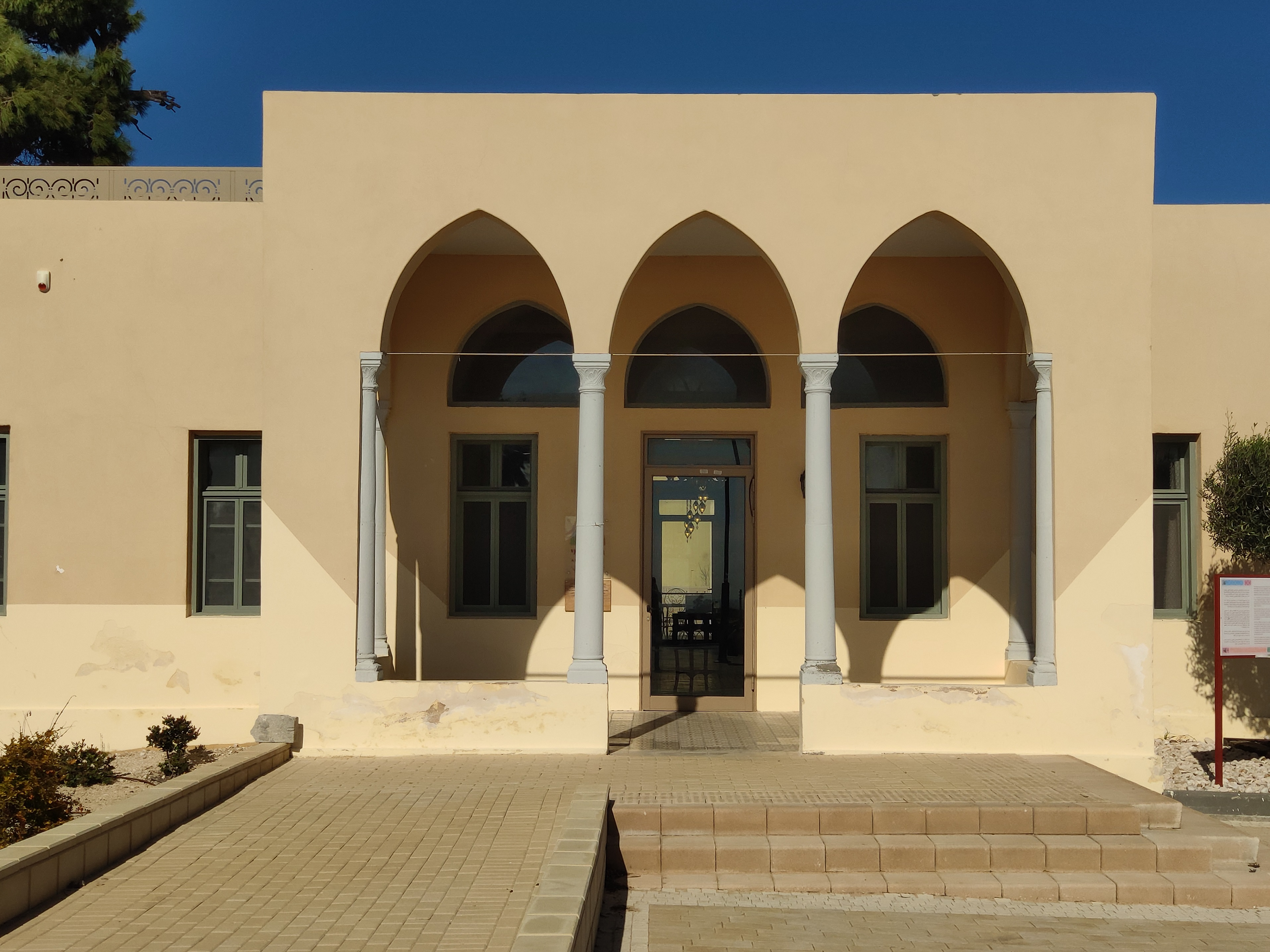
واجهة البيت بعد الترميم
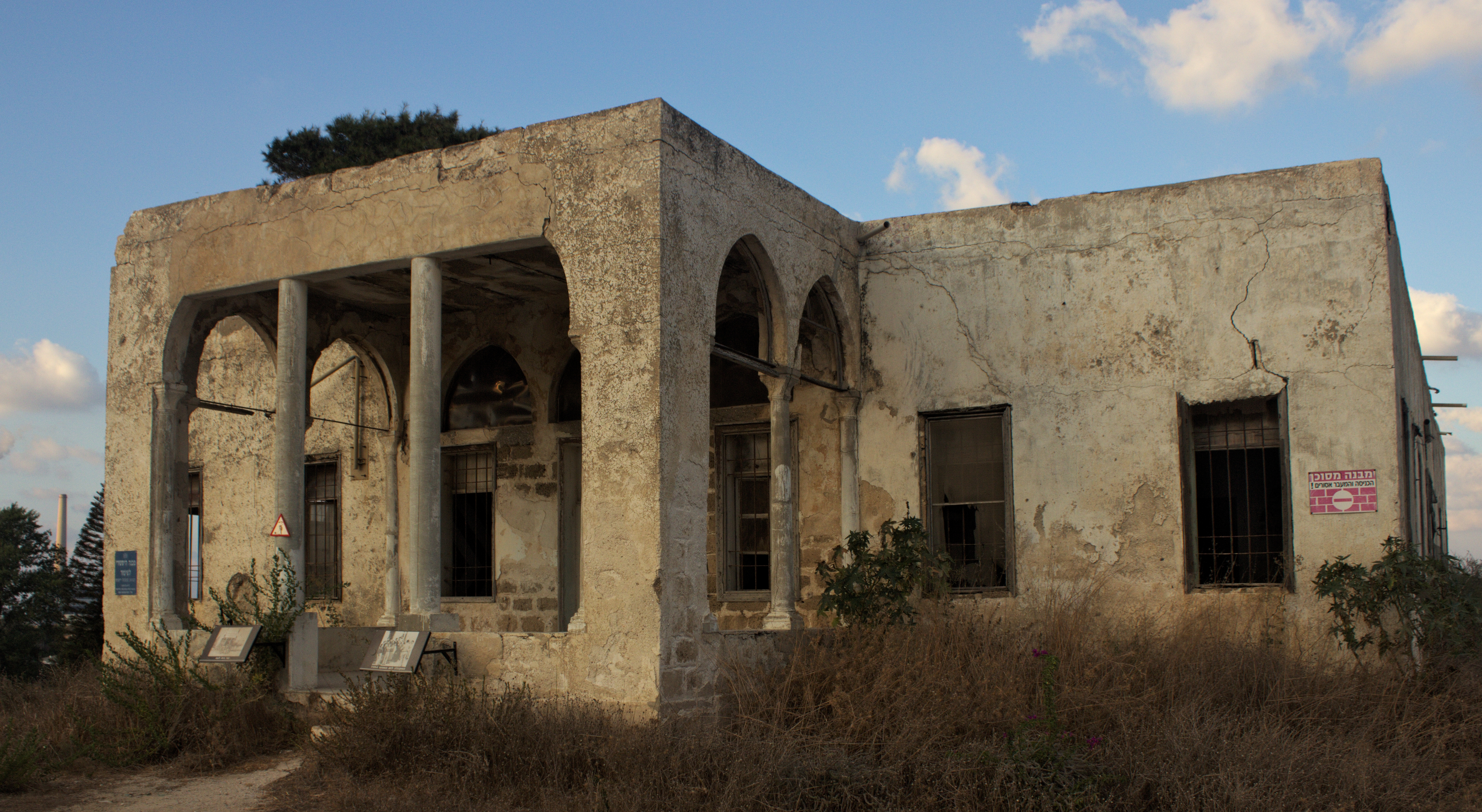
مدخل البيت قبل الترميم
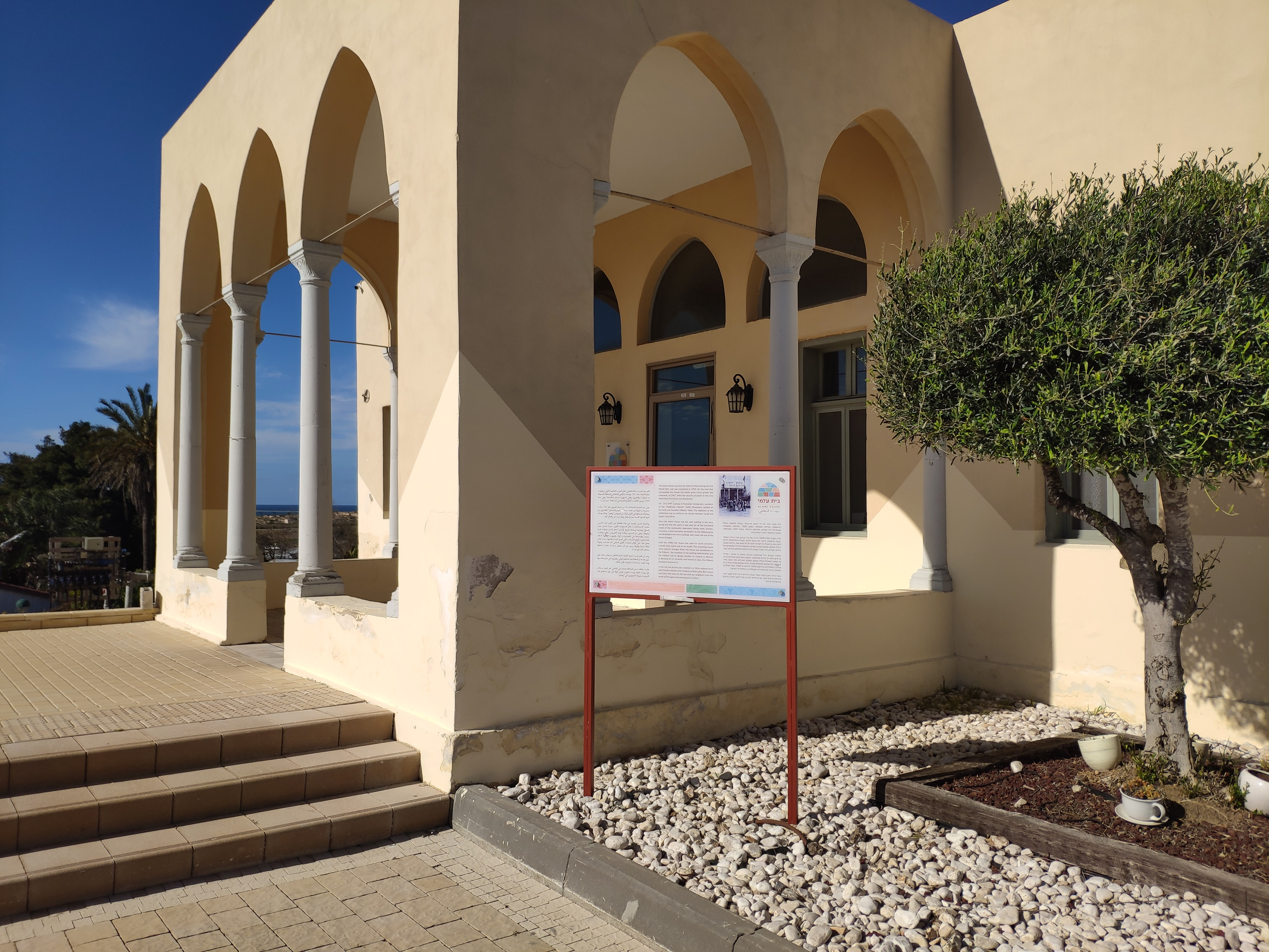
البيت بعد الترميم
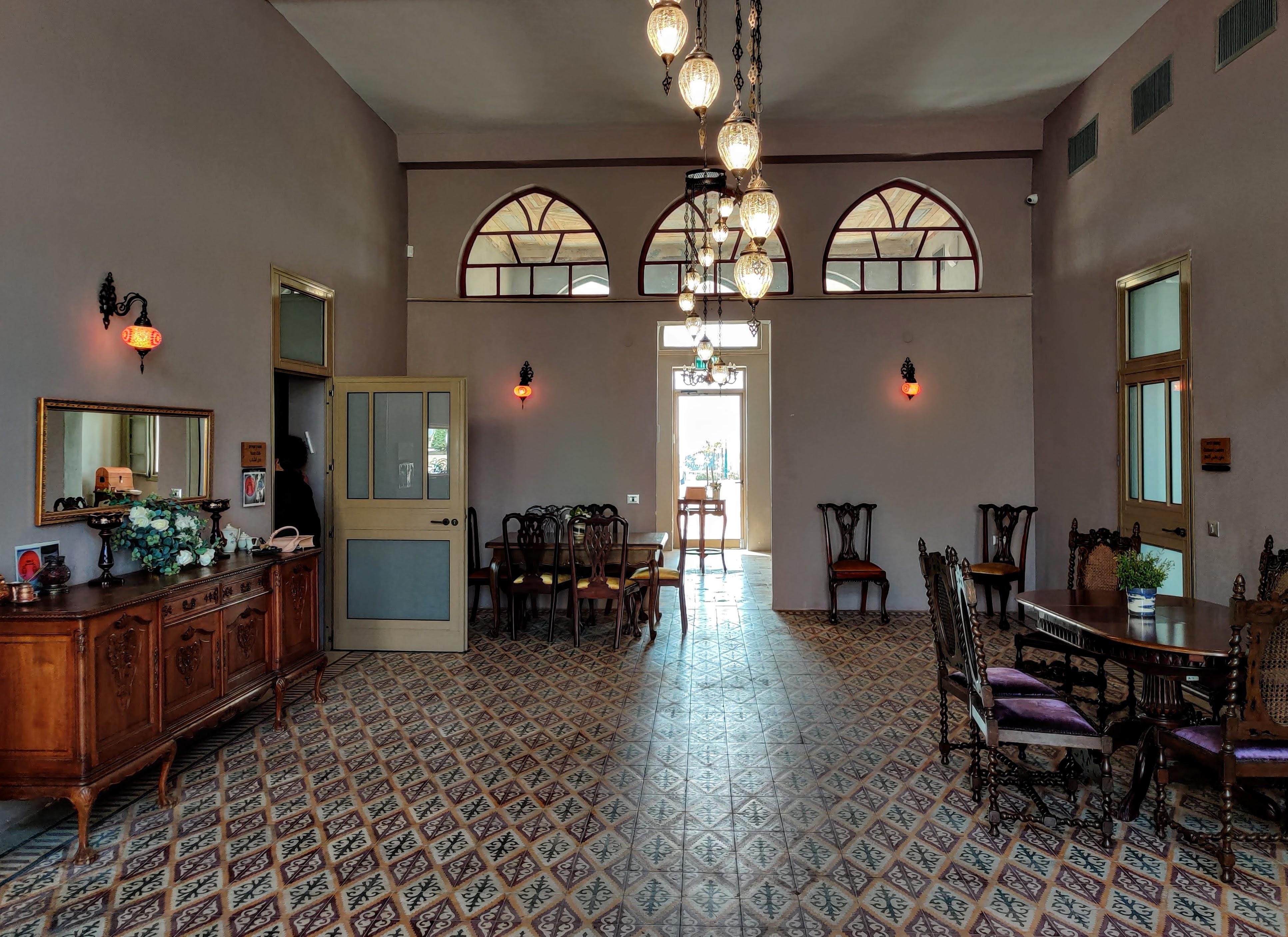
البهو الداخلي (صورة حديثة عام 2023)
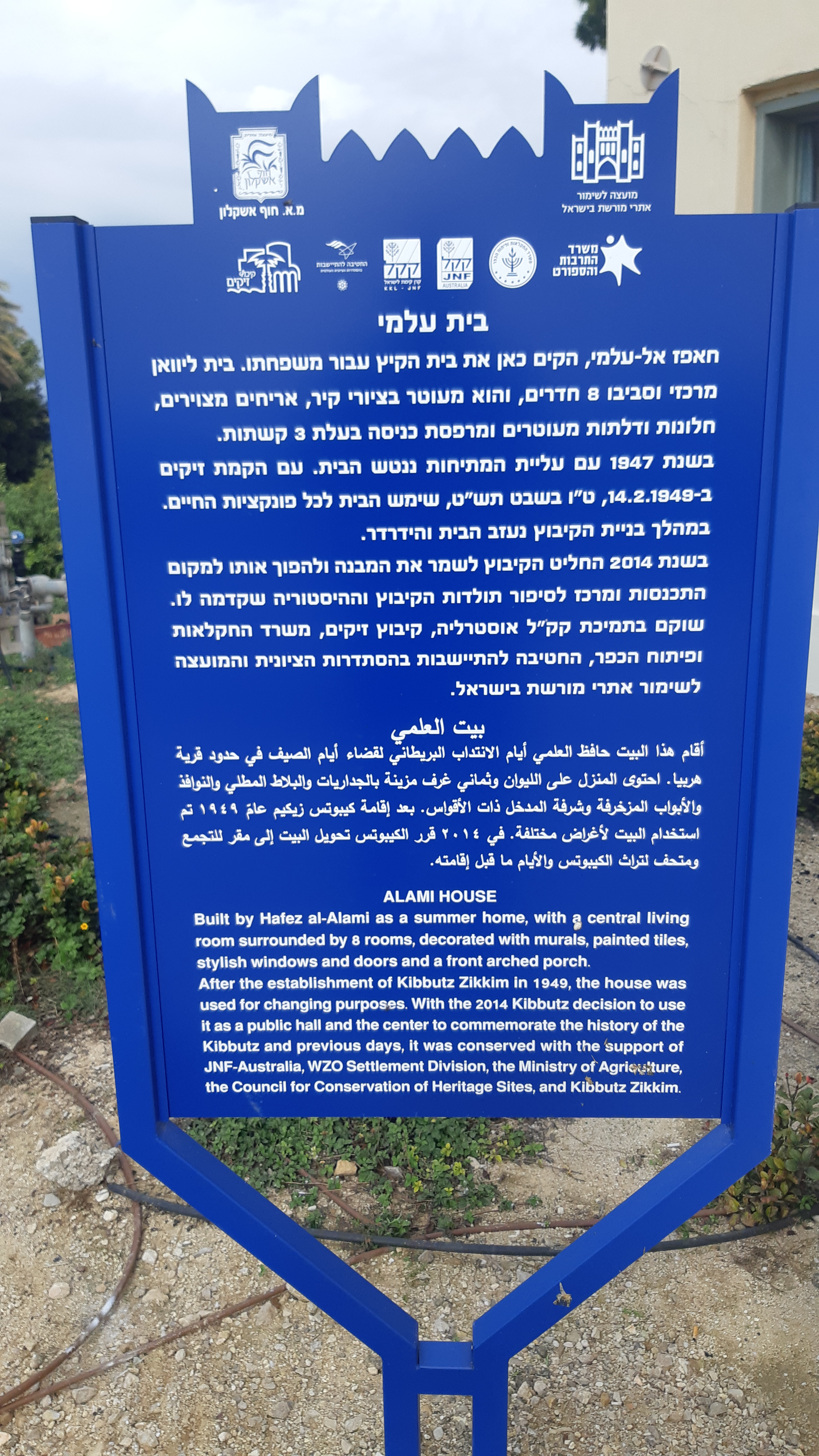
لافتة مجلس إدارة الحفاظ على المواقع التراثية إلى جوار بيت العلمي
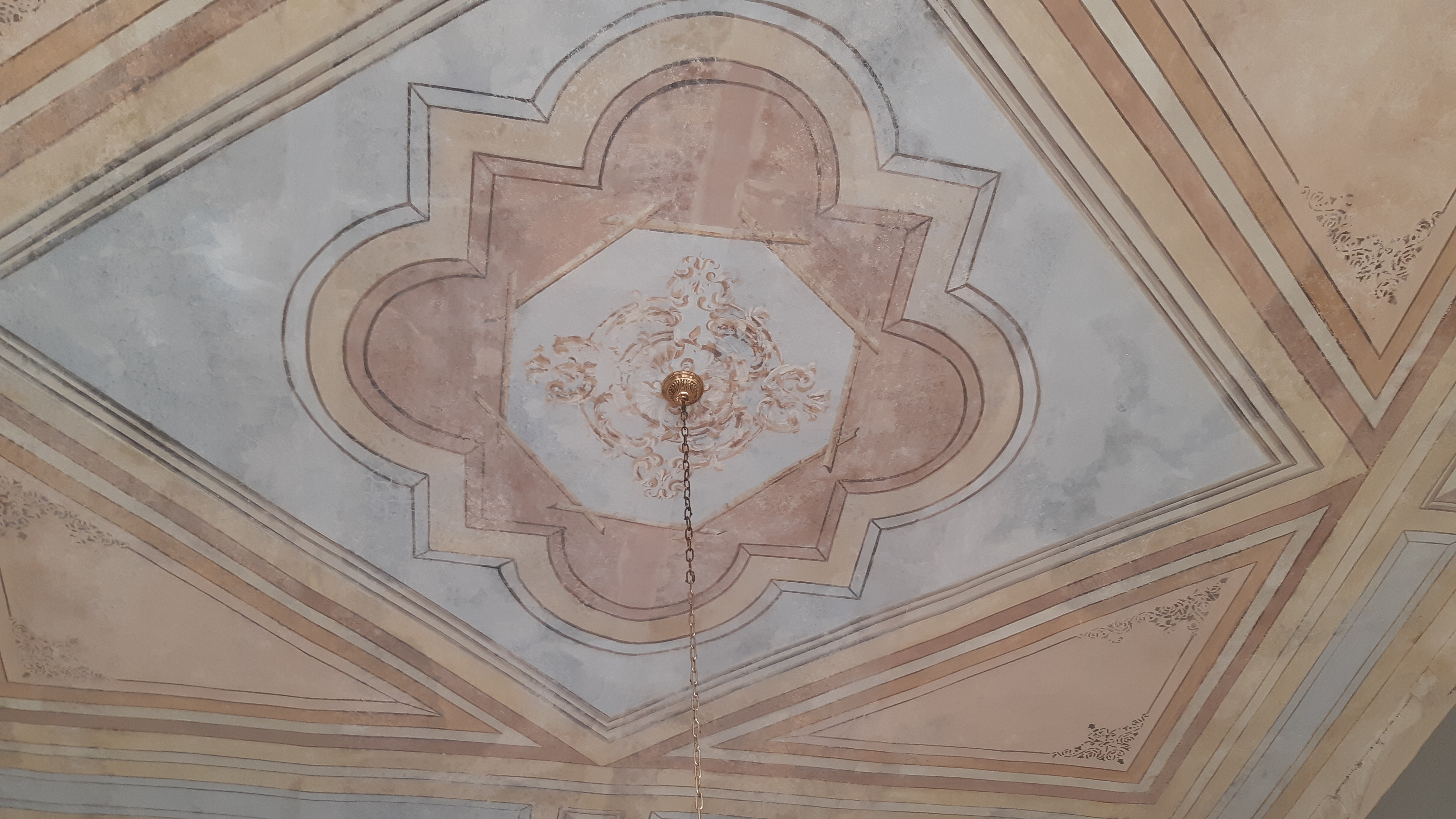
السقف المزخرف في بيت العلمي